# Yang Lei
Yang Lei (chiń. upr. 阳蕾; chiń. trad. 陽蕾; pinyin Yáng Lěi, ur. 12 października 1984 w Chongqing w Syczuanie) – chińska wokalistka popowa.